# Liste der Gemeindeverbände im Département Corse-du-Sud
Das Département Corse-du-Sud liegt in der Region Korsika in Frankreich. Es untergliedert sich in sieben Gemeindeverbände.
Siehe auch: Liste der Gemeinden im Département Corse-du-Sud

## Gemeindeverbände

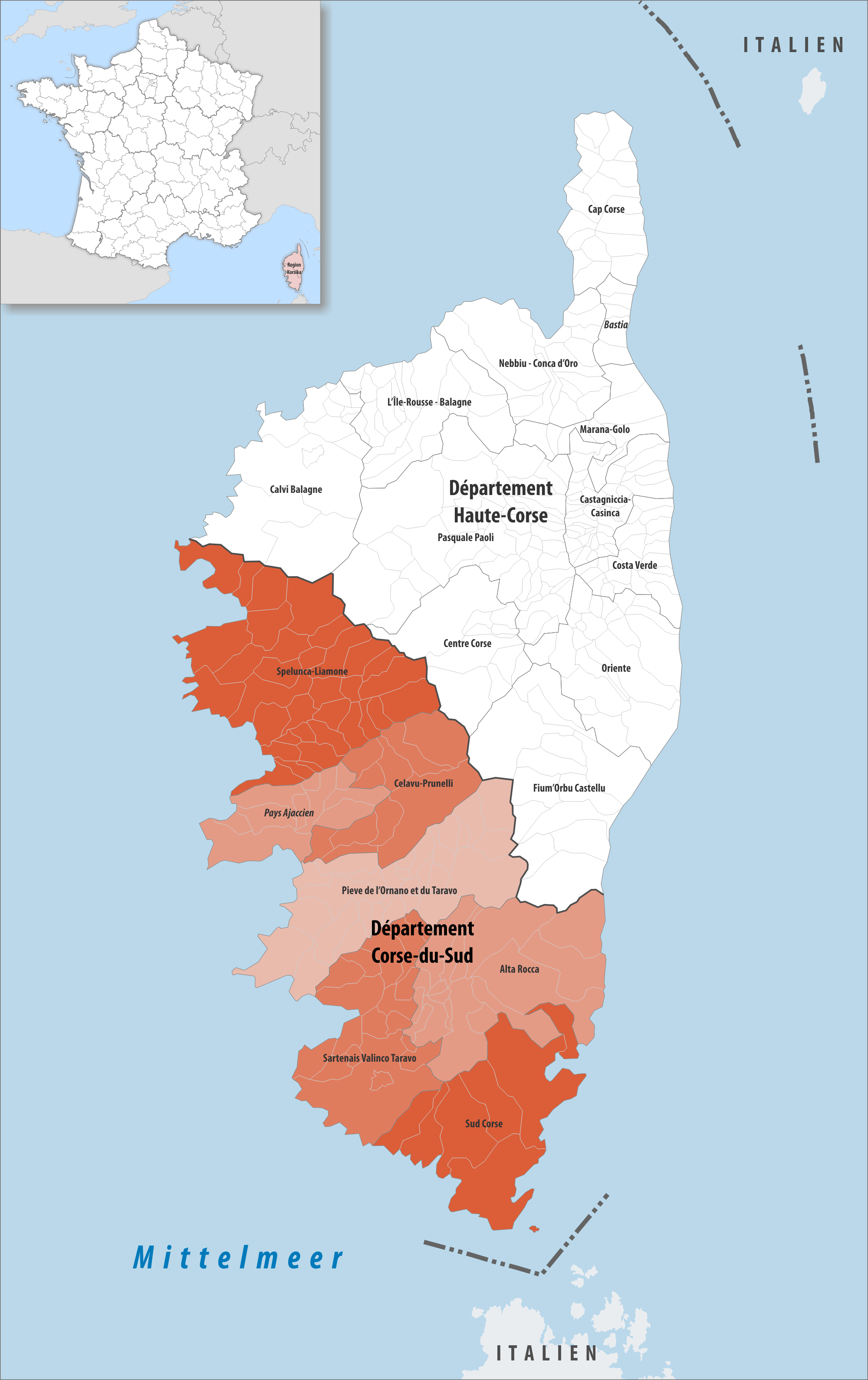
Gemeindeverbände im Département Corse-du-Sud

| Gemeindeverband                | Gemeinden im Départ./Verband | Einwohner 1. Januar 2022 | Fläche km² | Dichte Einw./km² | SIREN- Nummer | Rechtsform                 | Gründungsdatum    |
| ------------------------------ | ---------------------------- | ------------------------ | ---------- | ---------------- | ------------- | -------------------------- | ----------------- |
| Alta Rocca                     | 18/18                        | 8.795                    | 680,40     | 13               | 242 000 495   | Communauté de communes     | 18. Dezember 2000 |
| Celavu-Prunelli                | 10/10                        | 9.246                    | 381,53     | 24               | 242 000 503   | Communauté de communes     | 1. September 1993 |
| Pays Ajaccien                  | 10/10                        | 92.766                   | 268,75     | 345              | 242 010 056   | Communauté d’agglomération | 15. Dezember 2001 |
| Pieve de l’Ornano et du Taravo | 28/28                        | 13.293                   | 656,70     | 20               | 200 038 958   | Communauté de communes     | 1. Januar 2014    |
| Sartenais Valinco Taravo       | 18/18                        | 12.351                   | 525,68     | 23               | 242 010 130   | Communauté de communes     | 17. November 2005 |
| Spelunca-Liamone               | 33/33                        | 7.815                    | 917,39     | 9                | 200 067 049   | Communauté de communes     | 25. Oktober 2016  |
| Sud Corse                      | 7/7                          | 21.779                   | 583,77     | 37               | 200 040 764   | Communauté de communes     | 1. Januar 2014    |